# .la
.la為老挝國家及地區頂級域（ccTLD）的域名。另外也拥有老挝语顶级域名。該域名於1996年5月14日啟用，並且沒有註冊限制。美國的路易斯安那州和加利福尼亞州的洛杉矶一些企業和組織有使用該域名。拉丁美洲的一些企业也使用該網站，例如英特尔在该地区的网站就使用了這個域名。

## 外部連結
- IANA .la whois information（页面存档备份，存于）
- Official registry site（页面存档备份，存于）
- Domain Hacks Suggest（页面存档备份，存于） - 2,100 domain hack suggestions for .la domains.